# Hymns from the Heart
Hymns from the Heart è il settimo album in studio del cantante country Johnny Cash ed è il suo settimo album pubblicato dall'etichetta Columbia, nel 1962.
L'album presenta una selezione di canzoni dal testo gospel, eseguite con tecnica country, alcune delle quali venute a conoscenza di Cash per averle sentite cantare dalla madre, Carrie Cash. È il secondo album di Cash che ha questo tipo di contenuto, il primo è stato Hymns by Johnny Cash. Cash registrerà numerosi altri album country-religiosi, come Sing Precious Memories e Bilieve Him.
Alcuni dei brani presenti nell'album saranno inclusi nella raccolta postuma di Cash Ultimate Gospel, altri saranno ri-registrati da Cash, con la sola chitarra acustica, ed appariranno in My Mother's Hymn Book.

## Tracce
1. He'll Understand and Say Well Done - 2:27 - (R. Wilson)
2. God Must Have My Fortune Laid Away - 2:49 - (Ted Harris)
3. I Got Shoes - 2:01 - (Johnny Cash)
4. When I've Learned Enough to Die - 2:47 - (Ray Baker, Buddy Killen, Delbert Wilson)
5. Let the Lower Lights Be Burning - 2:14 - (Philip Bliss)
6. If We Never Meet Again - 3:02 - (Albert E. Brumley)
7. When I Take My Vacation in Heaven - 2:26 - (Herbert Buffum, R. Winsett)
8. Taller Than Trees - 1:52 - (Lee Ferebee)
9. I Won't Have to Cross Jordan Alone - 3:00 - (Charles Durham, Tom Ramsey)
10. When He Reached Down His Hand for Me - 2:04 - (G Wright)
11. My God Is Real - 2:00 - (Kenny Morris)
12. These Hands - 2:14 - (Eddie Noack)

## Musicisti
- Johnny Cash - voce
- Luther Perkins, Billy Strange, Ray Edenton - chitarra
- Marshall Grant, Buddy Clark - basso
- W.S. Holland, Irving Kluger - percussioni
- Floyd Cramer - pianoforte
- Bill Pursell - organo
- Billy Lathum - banjo
- Marvin Hughes, Hubert Anderson - vibes
- Elliot Fisher, Anthony Olson, Frank Green, Olcott Vail, Joseph Livotti, Bobby Bruce - violini
- Gary White, Myron Sander - viola
- William E. Liebert - leader

### Altri collaboratori
- Don Law - Produttore
- Frank Jones - Produttore